# Kleinweiler
Kleinweiler ist ein Gemeindeteil des Marktes Weitnau im Landkreis Oberallgäu (Regierungsbezirk Schwaben, Bayern). Der Name weist auf einen kleinen Weiler hin, der Zusatz Klein- ergab sich erst im 19. Jahrhundert, offensichtlich zur Unterscheidung zur Ortschaft Weiler bei Lindenberg.

## Lage
Das Pfarrdorf liegt nordwestlich des Kernortes Weitnau an der am westlichen Ortsrand verlaufenden Bundesstraße 12. Unweit westlich fließt die Untere Argen, nördlich verläuft die Staatsstraße 2055 und fließt die Wengener Argen. Unweit westlich und nördlich verläuft die Landesgrenze zu Baden-Württemberg.

## Geschichte
Kleinweiler wurde als Wilar im Zusammenhang mit dem nahen Kloster Isny 1409 erwähnt. Weitere Nennungen folgten ab 1429 als Wyler und Wiler. Vereinzelt wurde auch Weiler in einer österreichischen Lehensurkunde erwähnt. 1509/51 finden vier Meierhöfe in Wyler eine Nennung. Diese vier Anwesen und eine Taferne waren Bestandsgüter der Herrschaft Trauchburg. Die Lagebezeichnung under Truchpurg ist ab 1523 belegt, 1818 folgten Erwähnungen als Weiler vor der Burg (siehe Ruine Burg Alt-Trauchburg in der Nähe von Kleinweiler).
Die Pfarrei in Kleinweiler basiert auf eine Filiale des Klosterpfarrei Isny aus dem 14. Jahrhundert. Ab 1817 war Kleinweiler als selbständige Pfarrei organisiert, wurde aber bereits zuvor als solche bezeichnet.
Kleinweiler gehörte später zur Gemeinde Wengen. Am 1. Januar 1972 wurde diese, und damit auch Kleinweiler, im Zuge der Gebietsreform nach  Weitnau eingemeindet.

## Sehenswürdigkeiten

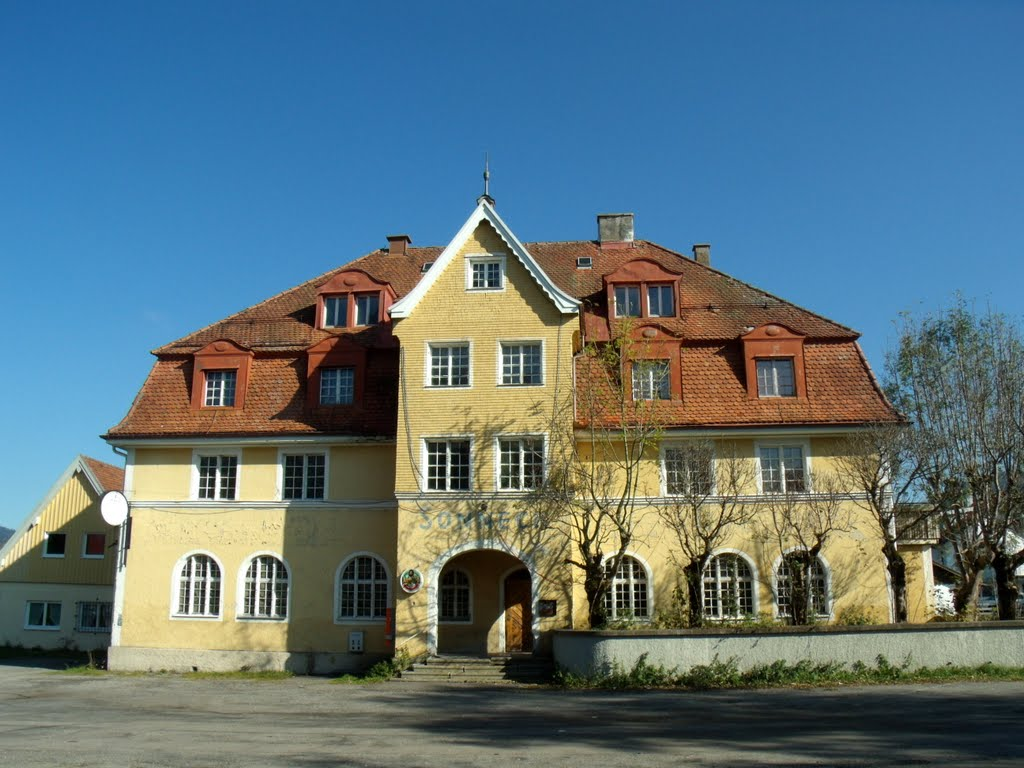
Bahnhofsrestaurant (2012)
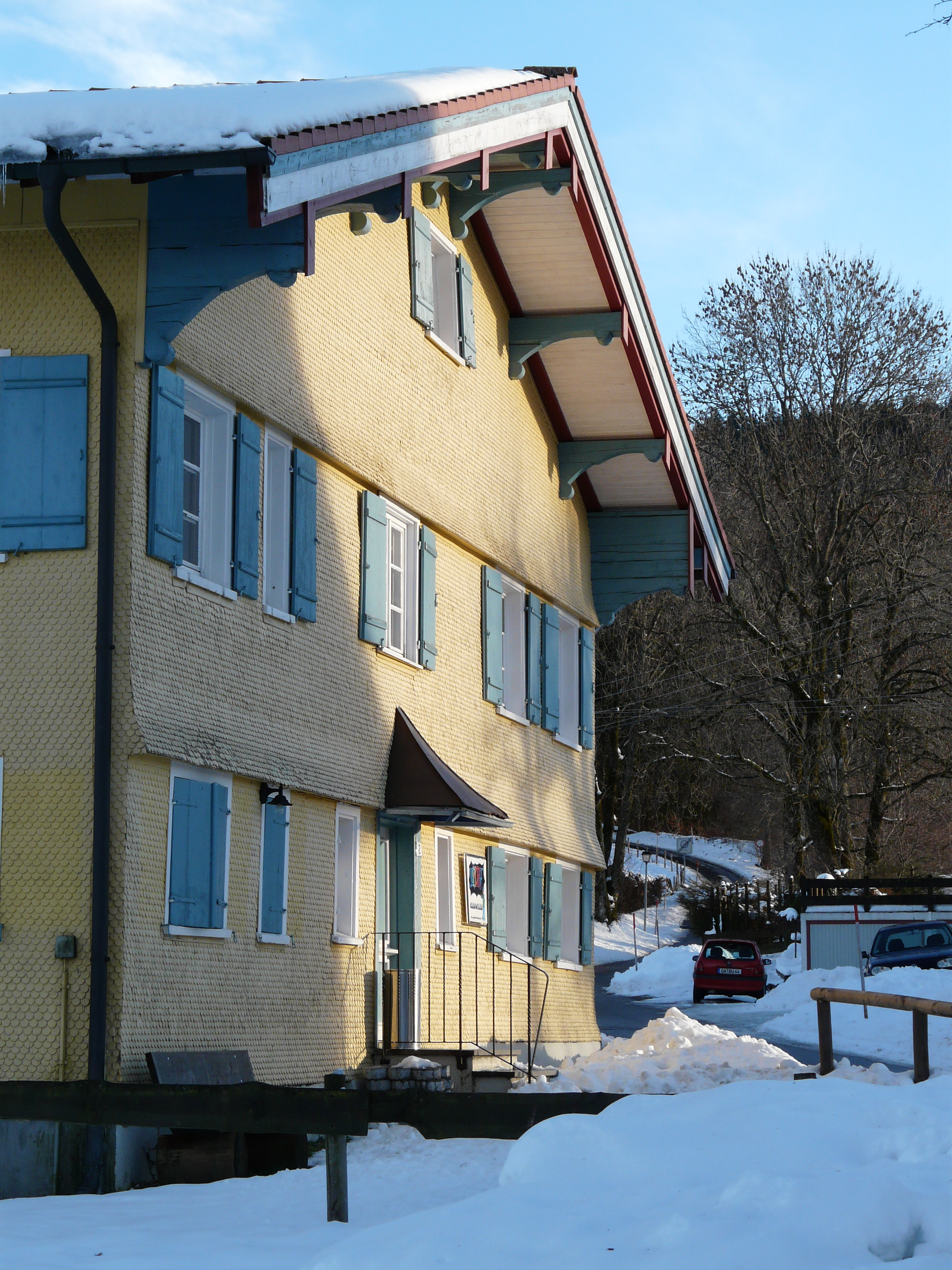
Ehemaliges Bauernhaus (Trauchburgstraße 2; 2008)

In der Liste der Baudenkmäler in Weitnau sind für das Pfarrdorf Kleinweiler drei Baudenkmale aufgeführt:
- Die katholische Pfarrkirche St. Margareta, 1791–93 erbaut, im Kern 15. Jahrhundert, ist ein Saalbau mit eingezogenem Chor und südlichem Turm mit Spitzhelm.
- Die um 1910 errichtete ehemalige Bahnhofsgaststätte (Am Nellenberg 4) ist ein zweigeschossiger Mansarddachbau mit Risalit mit Satteldach, erdgeschossigem Anbau mit Terrasse, Bodenerker, Rundbogenfenster und Putzgliederung.
- Das im Kern aus der 1. Hälfte des 18. Jahrhunderts stammende ehemalige Bauernhaus (Trauchburgstraße 2) ist ein zweigeschossiger, verschindelter Bau mit Flachsatteldach und profilierten Balkenköpfen.